# 小行星5549
小行星5549（5549 Bobstefanik）是一颗绕太阳运转的小行星，为主小行星带小行星。该小行星于1981年4月1日发现。

## 轨道参数
小行星5549的轨道半长轴为2.5954547 UA，离心率为0.096。